# Evangelisch-Lutherische Kirche Probsthagen
Die evangelisch-lutherische Kirche Probsthagen ist die Gemeindekirche von Probsthagen, einem Ortsteil der Stadt Stadthagen im niedersächsischen Landkreis Schaumburg. Sie gehört der Evangelisch-Lutherischen Landeskirche Schaumburg-Lippe an.

## Geschichte
Die Pfarrkirche von Probsthagen, einem der Hagenhufendörfer im Schaumburger Land, geht auf eine Gründung der Propstei Obernkirchen im frühen 13. Jahrhundert zurück. Noch vor der offiziellen Einführung der Reformation hatte der 1554 als Pastor berufene Johannes Textor in Probsthagen lutherisch gepredigt und das Abendmahl in beiderlei Gestalt gereicht, wofür er 1557 durch den Obernkirchener Propst Johannes Kostken relegiert wurde. Eine heute nicht mehr vorhandene Inschrift am Türsturz des Pfarrhauses Anno d(omi)nj 1560 · io(ann)es · textor belegt, dass er anschließend als erster offizieller evangelischer Pfarrer weiterhin in Probsthagen tätig war.
Der aus der Gründungsphase der Gemeinde stammende Kirchenbau wurde als strebepfeilerbesetzte Saalkirche aus Obernkirchener Sandstein mit Westturm und Rechteckchor errichtet. Der kreuzrippengewölbte Chor besitzt ein bauzeitliches Kreuzigungsrelief sowie eine mit Christuskopf und Blattbesatz dekorierte Sakramentsnische. Das mit Balkendecke flachgedeckte und mit einer zweiseitig umlaufenden Empore ausgestattete Schiff enthält eine mit Evangelistenreliefs geschmückte Kanzel des späten 16. Jahrhunderts.